# Österfjärden (vid Kasnäs, Kimitoön)
För andra betydelser, se Österfjärden (olika betydelser).
Österfjärden är en fjärd vid Kasnäs i kommunen Kimitoön i Finland. Den ligger i landskapet Egentliga Finland, i den södra delen av landet, 140 km väster om huvudstaden Helsingfors.
Österfjärden avgränsas av Kaxskäla i väster, Ådskär i norr, Tällholmen i nordöst, Storlandet i öster, Loholmen och Slåttholmen i sydöst samt Rönnsholmen och Långholmen i söder. Den ansluter till Hemfjärden i norr.